# Strigula natalis
Strigula natalis är en lavart som beskrevs av P. M. McCarthy. Strigula natalis ingår i släktet Strigula och familjen Strigulaceae.   Inga underarter finns listade i Catalogue of Life.